# Simosthenurus occidentalis
Simosthenurus occidentalis (лат.) — вид вымерших сумчатых млекопитающих из семейства кенгуровых.
Исследование митохондриальной ДНК из костей, найденных в пещерах Тасмании, позволил датировать остатки периодом между 46 000 и 50 000 лет назад. Последовательности ДНК, полученные в этом исследовании, были гораздо древнее, чем любые другие ДНК австралийских ископаемых животных, которые ранее исследовались.
Вид принадлежал к листогрызущим сумчатым, был крупнее современного гигантского кенгуру, массой около 118 кг. По строению конечностей существенно отличается от современных кенгуру. Судя по всему часто становился на задние конечности для того, чтобы дотянуться до высоких ветвей деревьев. Использовал мощные челюсти для размола жёстких листьев и веток.